# Коллекционирование фишек казино
Коллекционирование фишек казино — один из видов коллекционирования, заключающийся в собирании фишек казино с целью обмена, продажи или лично для себя.

## История
По своей сути коллекционирование фишек является примерно тем же, что и коллекционирование монет или жетонов. Прежде чем стать серьёзным хобби, собирательство чипов было просто увлечением людей, оставляющих себе фишки в виде сувениров в память о посещении казино.
Коллекционирование фишек казино стало популярным в США в 1980-х годах, о чем свидетельствуют факты продаж некоторых фишек, а также выход каталогов фишек. Так журнал Casino and Gaming Chips, начавший издаваться в середине 1980-х, привлек к себе с ходу сотни подписчиков. В каждом выпуске этого журнала публиковались фотографии старых казино Невады, а также используемые в них фишки.
В 1988 году коллекционер Арчи Блэк создал клуб Casino Chip & Gaming Tokens Collectors Club (CC&GTCC). В 1992 году клуб стал проводить ежегодные собрания на базе казино Лас-Вегаса. В 2007 году CC&GTCC выпустил «A buyer’s guide to casino collectibles». Руководство содержит рекомендации и заметки участников Клуба касательно коллекционирования памятных вещей, связанных с казино. Памятными вещами, согласно этому пособию, являются не только фишки, но также и жетоны, карты, фирменные спичечные коробки и даже питьевые стаканы. В 2010 году собрание коллекционеров прошло 24-26 июня в казино South Point Hotel, Casino & Spa и привлеко сотни людей со всего мира, преимущественно из США.
По мере увеличения количества коллекционеров, возникла необходимость в официальной классификации фишек. Классификация понадобилась как полезный инструмент для определения значимости чипов, отличной от их номинальной стоимости. В 2003 году члены CC&GTCC согласовали систему оценок, которой сейчас пользуются коллекционеры по всему миру.
Существует множество различных способов коллекционировать фишки казино. Из-за относительной доступности фишек (ежедневно на аукционе eBay продаются тысячи чипов) появились коллекционеры, которые специализируются на конкретных чипах. Кто-то собирает чипы только из Лас-Вегаса, кто-то только однодолларовые чипы, кто-то с изображениями людей, кто-то по одной штуке из каждой страны и так далее.
Средняя коллекция фишек в США насчитывает несколько тысяч чипов. В России коллекционирование фишек распространено мало и большой коллекцией может считаться наличие 100—200 чипов. Стоимость коллекционных чипов не велика. В России она колеблется от 100 до 500 рублей за фишку. На Западе, где казино имеют давнюю историю, некоторые раритетные фишки оцениваются до 50.000 долларов за штуку. Самый известный факт продажи одного чипа — за 39.000 долларов США.

## Система оценки состояния фишек
У коллекционаров принята следующая система систематизации и оценки стоимости фишек:
| Класс                           | Описание |
| ------------------------------- | --- |
| Новый                           | Никогда не используемый чип. Края фишки будут ровные, без какого-либо износа, никаких вмятин и царапин. |
| Немного используемый            | Используемый незначительное количество времени. Края по-прежнему четкие, но чуть-чуть притуплены. Небольшой износ, цвет полностью сохранен, без царапин и вмятин.                                                            |
| Средний                         | Типичная фишка, находящаяся в игре несколько месяцев или лет. Слегка закругленные края, имеет незначительные дефекты, такие как небольшие скосы, цвет чуть блеклый.                                                          |
| Используемый                    | Умеренный и равномерный износ краев и поверхности. Заметны скосы и царапины, большая часть рисунка читаемая, но местами есть стертые моменты.                                                                                |
| Плохой                          | Края закруглены, тиснение в основном отсутствует, серьезные царапины, сильно выцветший. Присутствует другие различные повреждения.                                                                                           |
| Отмененный или модифицированный | (Либо производителем, либо казино): A. Просверлено отверстие, B. Вырезана часть фишки, C. Изменен рисунок (Например, название казино), D. Фишка разрезана, E. Фишка изогнута, F. Фишка закрашена.                            |
| Поврежденный'                   | A. Серьезные скосы, B. Нет совсем или отсутствуют вставки, C. Серьезные трещины, D. Разбитый чип, E. Покореженный, F. Полностью заляпанный, G. Сильно выцветший, H. Прижженный сигаретой. Сгоревший, I. Чрезмерно очищенный. |

## Система оценки фишек
| Время выпуска | Дата, год, когда чип был выпущен.                                                |
| Номинал       | Стоимость чипа, указанная на нем самом.                                          |
| Основной цвет | Преобладающий цвет фишки (как правило, цвет материала, из которого она сделана). |
| Форма         | Внешний вид фишки.                                                               |
| Вставки       | Различная форма и цвет вставок, используемых в чипе.                             |
| Инкрустация   | Размер, форма, состав и цвет инкрустации.                                        |
| Раритет       | Оценка общего количества подобных чипов, существующих в настоящее время.         |

Особую ценность для некоторых коллекционеров представляют фишки казино, которые закрылись, либо работают нелегально. Например, многие охотятся за чипами подпольных израильских казино, а также за фишками игорных домов Лас-Вегаса, которые были закрыты либо их открытие не состоялось. В 2004 году редкая фишка для игры в покер была продана на аукционе eBay за 33 000 долларов. В 2011 чип Hacienda номиналом в 5 долларов ушел с молотка на том же аукционе за 15 000 долларов. Самыми дорогими и редкими на сегодняшний день считаются фишки, которые производила компания U.S. Playing Card.